# Люблинец (Волынская область)
Лю́блинец (укр. Люблинець) — посёлок в Ковельском районе Волынской области Украины. Административный центр Люблинецкой поселковой общины.

## Население
В январе 1989 года численность населения составляла 3374 человека.
На 1 января 2013 года численность населения составляла 4483 человека.

### Языковой состав
Родной язык населения по данным переписи 2001 года:
| Язык       | Численность, чел. | Доля     |
| ---------- | ----------------- | -------- |
| Украинский | 3 977             | 98,34 %  |
| Русский    | 61                | 1,51 %   |
| Другие     | 6                 | 0,15 %   |
| Итого      | 4 044             | 100,00 % |